# Natalie Jaresko
Natalie Ann Jaresko, ukr. Наталія Енн Яресько, trb. Natalija Enn Jareśko (ur. 24 kwietnia 1965 w Chicago) – amerykańska przedsiębiorca i dyplomatka ukraińskiego pochodzenia i posiadająca również obywatelstwo ukraińskie, od 2014 do 2016 minister finansów Ukrainy.

## Życiorys
Absolwentka rachunkowości na DePaul University (1987), magisterium uzyskała w 1989 w John F. Kennedy School of Government. Zatrudniona w Departamencie Stanu USA. W 1991 wyjechała do Kijowa, od tego czasu mieszkając na Ukrainie. Od 1992 do 1995 kierowała sekcją gospodarczą ambasady Stanów Zjednoczonych w Kijowie, po odejściu z dyplomacji zatrudniona w amerykańskich funduszach pomocy rozwojowej, a także w sektorze prywatnym. Została dyrektorem zarządzającym w Western NIS Enterprise Fund (WNISEF) i we współtworzonej przez siebie firmie Horizon Capital. Była członkinią rady doradczej powołanej przez prezydenta Wiktora Juszczenkę.
2 grudnia 2014 otrzymała obywatelstwo ukraińskie. Tego samego dnia w drugim gabinecie Arsenija Jaceniuka objęła stanowisko ministra finansów (z puli przypadającej partii Samopomoc). Funkcję tę pełniła do 14 kwietnia 2016.
Odznaczona Orderem Księżnej Olgi (2003).